# Station Brebières-Sud
Station Brebières-Sud is een spoorwegstation in de Franse gemeente Brebières.